# Stjepan Bäuerlein
Stjepan Bäuerlein (* 3. August 1905 in Babina Greda; † 9. August 1973 in Đakovo) war römisch-katholischer Bischof von Đakovo und Syrmien (Kroatien).

## Leben und Wirken

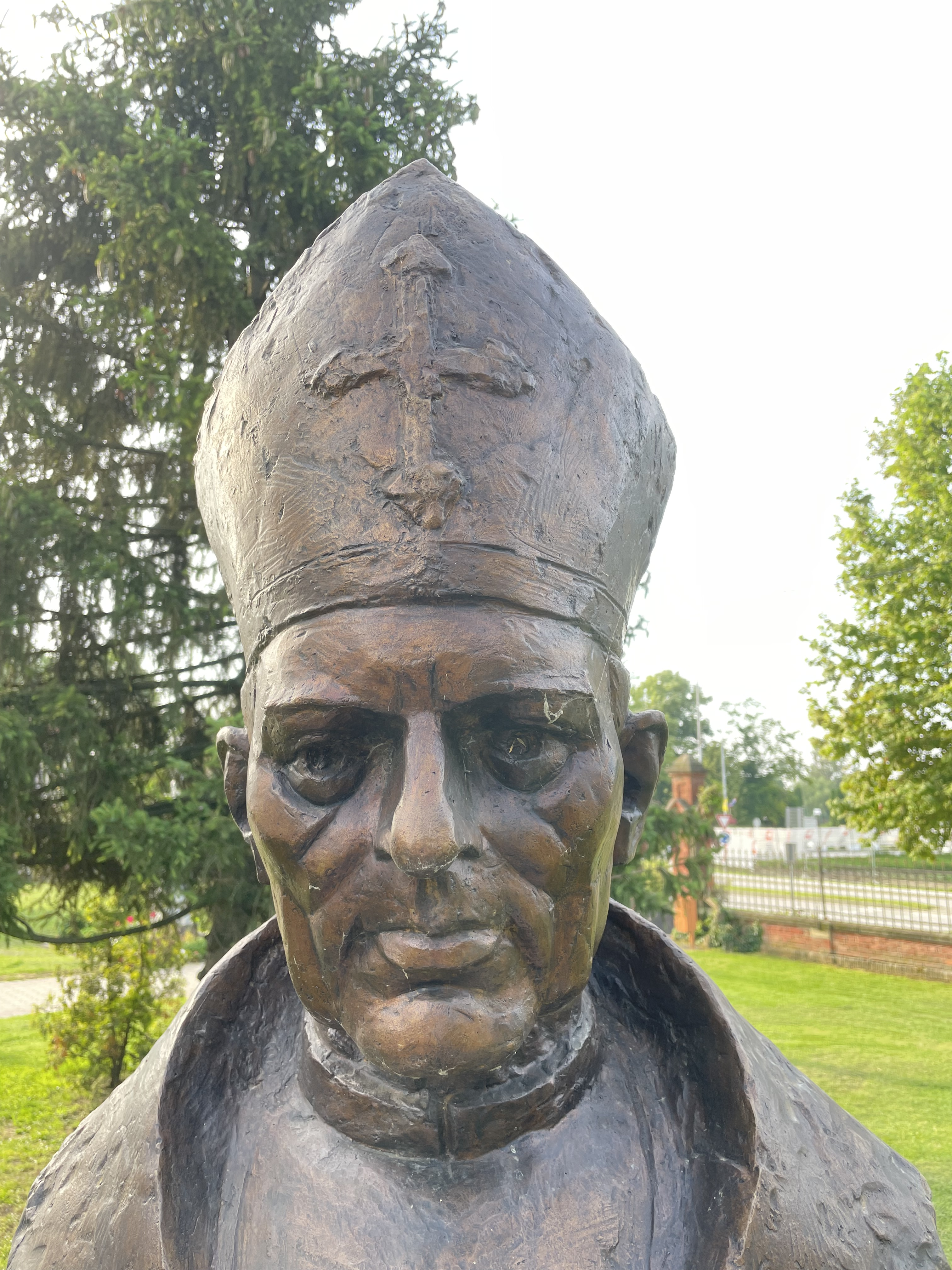
Bischof Stjepan Bäuerlein

Stjepan Bäuerlein stammte aus einfachen Verhältnissen, besuchte die Grundschule in seinem Geburtsort Babina Greda in Ostslawonien und die staatlichen Gymnasien in Đakovo und dann die kirchlichen Seminarium in Travnik. Er studierte Theologie am bischöflichen Priesterseminar in Đakovo, empfing am 7. April 1929 dort die Priesterweihe und schloss sein Theologiestudium 1937 in Zagreb ab mit Diplome.
Als Seelsorger war er in verschiedenen Pfarreien des Bistums Đakovo-Syrmien tätig. Von 1945 bis 1960 hatte er verschiedene Leitungsfunktionen am Priesterseminar in Đakovo inne und unterrichtete Homiletik, Katechetik, Pädagogik und Rhetorik.
Obwohl vom jugoslawischen Regime als „extremer Gegner“ eingestuft, wurde er von Pius XII. 1951 zunächst zum Titularbischof von Heraclea Pontica mit allen Rechten eines Diözesanbischofs ernannt und empfing am 29. Juni 1951 die Bischofsweihe durch den Erzbischof von Belgrad Josip Antun Ujčić. Sein Vorgänger Antun Akšamović, der als Mitkonsekrator bei seiner Weihe mitwirkte, hatte 1942 aus bis heute nicht restlos geklärten Gründen sein Amt niedergelegt und leitete das Bistum als apostolischer Administrator. Die gemeinsame Verantwortung für die große Diözese war für Bäuerlein vom offenen Misstrauen seines Vorgängers überschattet.
Am 12. Oktober 1959 wurde er von Johannes XXIII. zum Diözesanbischof des Bistums Bosna (Đakovo und Syrmien) ernannt.
Sein Dienst war erschwert durch den politischen Druck der kommunistischen Regierung Jugoslawiens, die ihm mit der Schließung von Priesterseminar und Kirchen drohte und gezielt versuchte, den Klerus der Diözese zu spalten. Tatsächlich kam es zu offener Opposition von Teilen des Klerus, unter der Bäuerlein schwer litt und die vor allem die letzten Jahre seines Wirkens überschattete. In jüngster Vergangenheit wurde auch das Dossier des früheren jugoslawischen Geheimdienst UDBA über Bischof Bäuerlein veröffentlicht. Aus ihm geht hervor, wie intensiv der Bischof überwacht wurde, und dass sich in seinem engsten Mitarbeiterkreis Mitarbeiter des kommunistischen Geheimdienstes befanden.
Dennoch war Bäuerlein besonders um die Katechese seines Bistums bemüht. Er gründete im Mutterhaus der Kreuzschwestern in Đakovo das erste kroatische katechetische Institut, war Verfasser zahlreicher katechetischer Schriften, gab mehrere diözesane Gebetbücher heraus, die große Verbreitung fanden, und war als Übersetzer tätig.
Auch die Erneuerung und Erweiterung des Diözesanmuseums von Đakovo geht auf ihn zurück.
Zum Zweiten Vatikanischen Konzil, an dem er aktiv teilnahm, hatte er zeitlebens ein reserviertes Verhältnis.
1970 weihte er Vinko Puljić – später Erzbischof von Vrhbosna und Kardinal – zum Priester.
Bäuerlein starb am 9. August 1973 und wurde in der Krypta der Bischöfe in der Kathedrale von Đakovo bestattet.